# Panohan
Panohan is een bestuurslaag in het regentschap Rembang van de provincie Midden-Java, Indonesië. Panohan telt 1143 inwoners (volkstelling 2010).